# Da Weasel
Da Weasel fue una banda portuguesa formada en 1993. Nace a mediados de 1993, como un proyecto en inglés en una ola experimentalista. En la época, los Da Weasel estaban formados por Pac, Armando, Jay Jay Neige y Yen Sung. 

## Discografía

### Álbumes de estudio
- 1995: Dou-lhe com a alma
- 1997: 3º Capítulo
- 1999: Iniciação a uma vida banal - O manual
- 2001: Podes Fugir Mas Não te Podes Esconder
- 2004: Re-definições
- 2005: Ao Vivo Coliseus
- 2007: Amor, escárnio e maldizer

### EP
- 1994: More Than 30 Motherf***s

### Compilaciones
- 1995: Johnny Guitar - Ao Vivo em 1994 Vol. 1
- 1999: Tributo a Xutos & Pontapés: XX Anos XX Bandas
- 2000: Ar de Rock, Tributo 20 Anos Depois
- 2003: O Irmão do Meio [Sérgio Godinho]
- 2008: Nação Hip-Hop 2008